# ريتشارد بريريس
ريتشارد بريريس (بالإنجليزية: Richard Briers)‏، (14 يناير 1934 – 17 فبراير 2013) كان ممثل إنجليزي. مارس مهنة التمثيل والإذاعة طوال خمسين عاماً. مثل دوره الأول في سلسلة خطوط الزواج (1961-66).

## روابط خارجية
- ريتشارد بريريس على موقع IMDb (الإنجليزية)
- ريتشارد بريريس على موقع ألو سيني (الفرنسية)
- ريتشارد بريريس على موقع ميوزك برينز (الإنجليزية)
- ريتشارد بريريس على موقع أول موفي (الإنجليزية)
- ريتشارد بريريس على موقع قاعدة بيانات برودواي على الإنترنت (الإنجليزية)
- ريتشارد بريريس على موقع قاعدة بيانات الأفلام السويدية (السويدية)
- ريتشارد بريريس على موقع إن إن دي بي (الإنجليزية)
- ريتشارد بريريس على موقع ديسكوغز (الإنجليزية)
- ريتشارد بريريس على موقع قاعدة بيانات الفيلم (الإنجليزية)
- ريتشارد بريريس على موقع كينوبويسك (الروسية)